# Лувум, Джанани
Джанани Джакалия Лувум (Janani Jakaliya Luwum; ок. 1922 — 16 февраля 1977) — угандийский англиканский религиозный деятель, архиепископ Церкви Уганды с 1974 по 1977 год и один из самых влиятельных христианских лидеров церкви в современной Африке. Был арестован в феврале 1977 года и вскоре погиб. Хотя официальная версия объявила причиной автокатастрофу, общепринято считать, что он был убит по приказу диктатора Иди Амина.
С 2015 года в Уганде 16 февраля является государственным праздником в честь Джанани Лувума.

## Биография
Лувум родился в деревне Муквини в округе Китгум в семье из народа ачоли. Он учился в средней школе Гулу и педагогическом колледже Бороборо, после чего преподавал в начальной школе. Лувум обратился в христианство в 1948 году, а в 1949 году поступил в теологический колледж Буваласи.
В 1950 году он был приписан к церкви Святого Филиппа в Гулу. В 1953 году он был рукоположен в сан диакона, а в следующем году — в священники. Он служил в епархии Верхнего Нила в Уганде, а затем в епархии Мбале. В 1969 году он был рукоположен в епископы епархии Северной Уганды в Гулу. Через пять лет он был назначен архиепископом митрополии Уганды, Руанды, Бурунди и Бога (в Заире), став вторым африканцем, занявшим эту должность.

## Конфликт с режимом Амина
Архиепископ Лувум был ведущим голосом в критике крайностей авторитарного режима Иди Амина, захватившего власть в 1971 году. Амин, мусульманин по вероисповеданию, развернул террор и против преобладающего христианского населения — христиане вслед за выходцами из Южной Азии были объявлены виновниками всех бед страны. Напряжённость между церковными лидерами и режимом Иди Амина резко возросла в 1976 году.
30 января 1977 года епископ Фесто Кивенгере произнёс проповедь на тему «Ценность жизни» перед членами правительства, протестуя против террора диктатуры против гражданского населения. Это вызвало негативную реакцию со стороны правительства Амина: ночью 5 февраля вооружённые силовики ворвались с обыском на предмет наличия «оружия от Оботе» в официальную резиденцию архиепископа в Намирембе, приставив к Лувуму дуло. Затем архиепископа вызвали в Государственный дом Энтеббе непосредственно к Амину, который настоял на том, чтобы с целью опровержения слухов о тюремном заключении архиепископа сфотографироваться с ним. Сопровождавшая церковного иерарха жена посоветовала ему бежать из страны, но тот отказался.
В начале февраля 1977 года архиепископ Лувум и ряд церковных сановников, включая почти всех епископов (кроме отсутствующего из-за отпуска), направили диктатору Иди Амину ноту протеста против подобных рейдов, также осуждавшую политику произвольных убийств и исчезновений сограждан. Копии меморандума были отправлены лидерам католических, православных и мусульманских религиозных групп, членам кабинета министров и зарубежным миссиям. Вскоре после этого архиепископ и другие видные церковные деятели были обвинены в измене.

## Арест и гибель

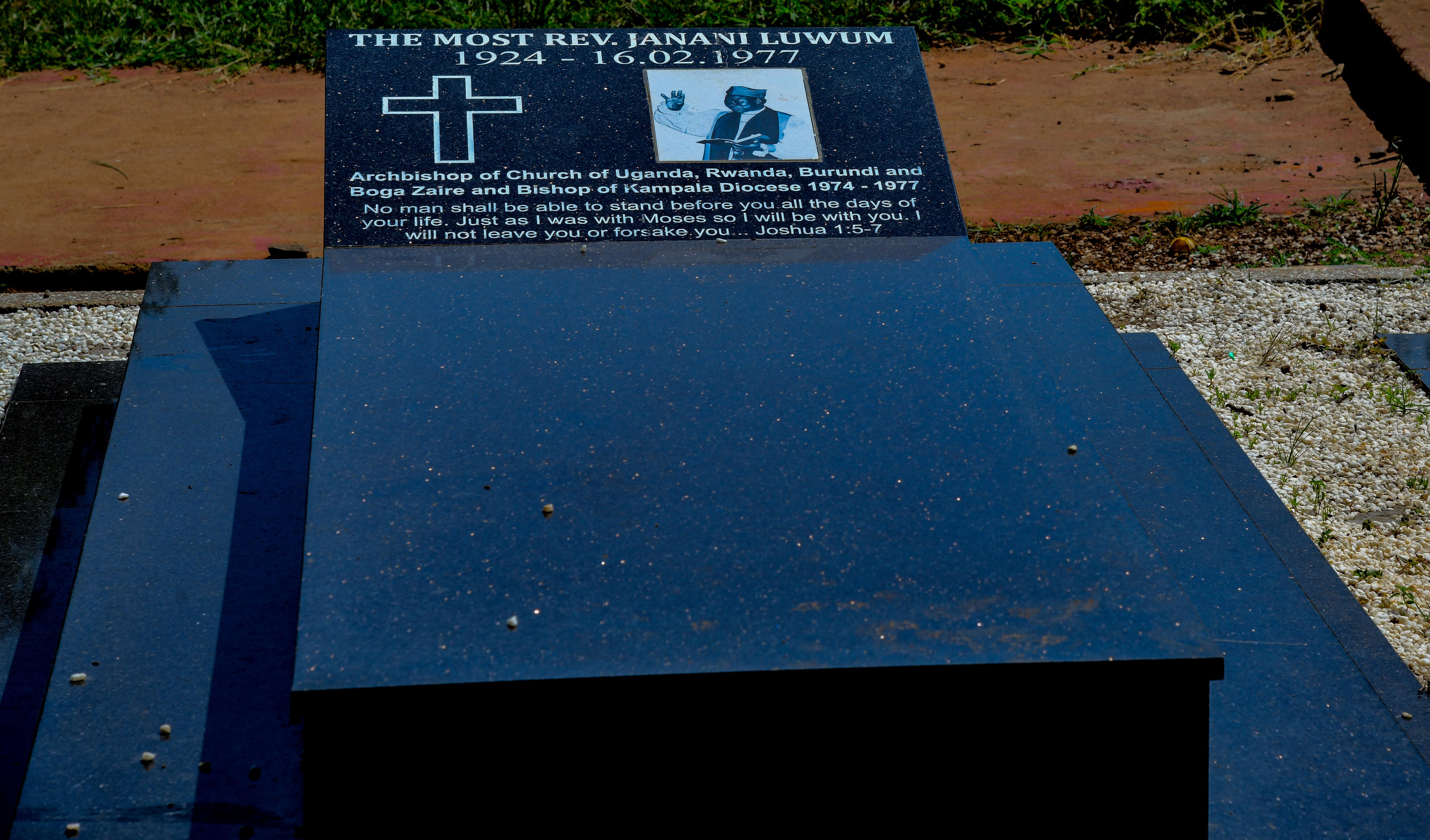
Могила Джанани Лувума в Китгуме, Уганда.

16 февраля 1977 года Лувум был арестован наряду с шестью другими епископами и двумя членами кабинета министров, Эринайо Уилсоном Ориемой и Чарльзом Оботом Офумби. В тот же день Иди Амин созвал митинг в Кампале, на котором присутствовали трое обвиняемых. Еще несколько «подозреваемых» были выведены вперёд, чтобы зачитать «признания», уличающие в причастности этих троих к заговору. Архиепископа обвинили в том, что он является агентом бывшего президента Милтона Оботе, находящегося в изгнании, и в планировании государственного переворота.

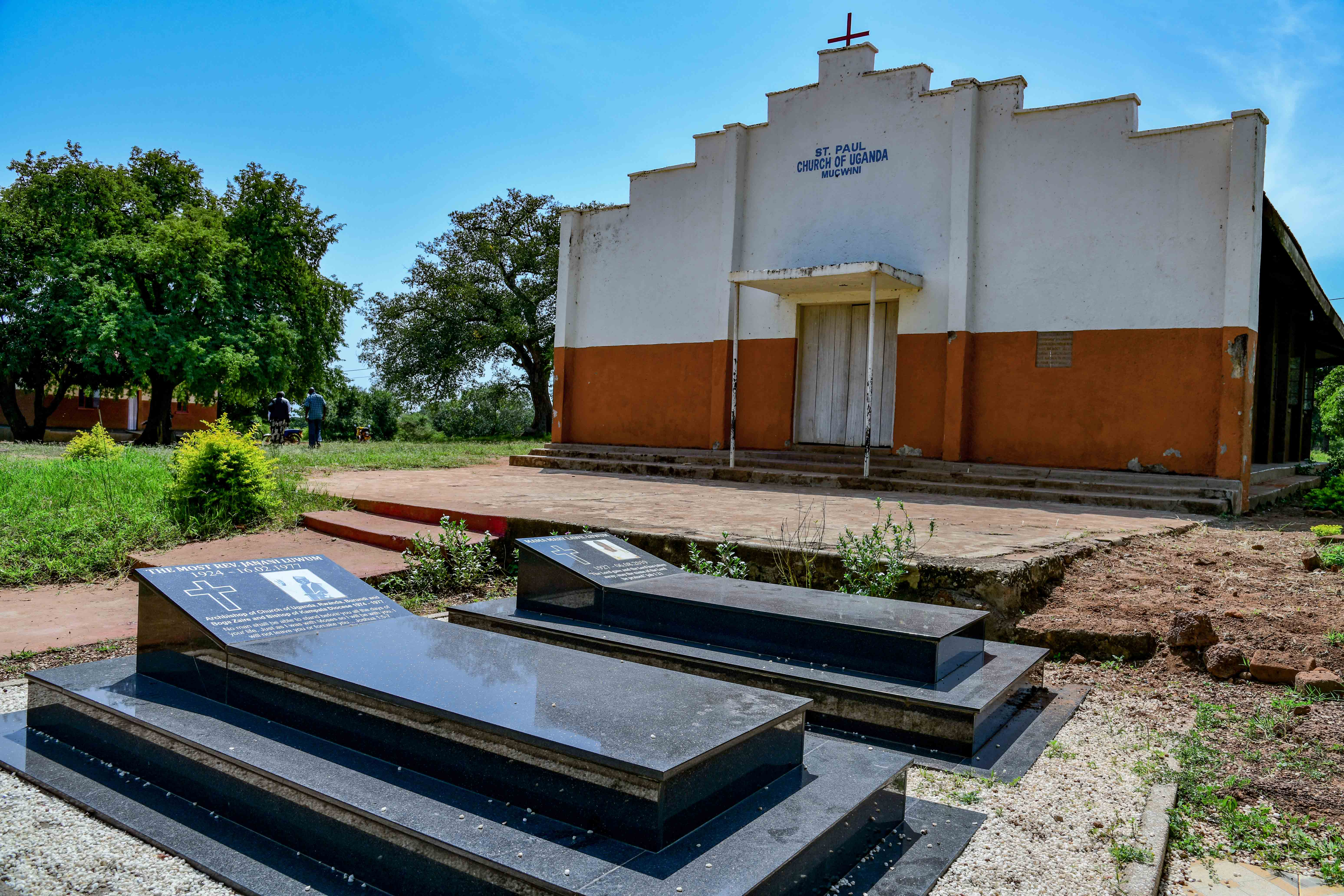
Место захоронения архиепископа Джанани Лувума и его супруги Мэри в Китгуме в 2022 году.

На следующий день скудное официальное сообщение Радио Уганды передало, что все трое, архиепископ вместе с двумя министрами, погибли в автокатастрофе, когда автомобиль, перевозивший их в центр допросов, столкнулся с другим транспортным средством. Как оповестила официальная пропаганда, авария якобы произошла, когда жертвы попытались одолеть водителя, чтобы сбежать и скрыться. «Всевышний послал им наказание», — ответил Амин, когда ему доложили, что все трое погибли в «несчастном случае».
Не удивительно, что с самого начала не было сомнений в том, что Лувум на самом деле был убит по приказу Амина. Когда тело Лувума выдали для похорон, оно было изрешечено пулями. Генри Киемба, министр здравоохранения в правительстве Амина, позже написал в своей книге «Государство крови» (англ. A State of Blood), что «Тела были изрешечены пулями. Архиепископ был застрелен в рот и по крайней мере три пули попали в грудь. Министры были застрелены похожим образом, но одна пуля попала в грудь, а не в рот. У Ориемы было пулевое ранение в ногу».
Согласно позднейшим показаниям свидетелей, жертв отвезли в армейские казармы, где над ними издевались, их избивали и в конце концов расстреляли. Журнал Time писал: «В некоторых сообщениях даже утверждалось, что Амин лично нажал на курок, но тот гневно отрицал это обвинение, и не было никаких непосредственных свидетелей». Действительно, ходили слухи что президент Иди Амин собственноручно застрелил архиепископа Лувума в номере гостиницы «Нил», предварительно попросив того помолиться за мирное будущее Уганды (или что разгневанный Амин вспылил после того, как тот продолжил молиться вместо того, чтобы подписать признание). По данным вице-президента Уганды Мустафы Адриси и комиссии по правам человека, убийство Лувума и его собратьев по несчастью осуществил Исаак (Айзек) Малиямунгу, правая рука Амина.
Как и в случае с большинством убийств, совершённых под надзором Амина, семьям погибших и церкви было отказано в возможности забрать тела, чтобы они не узнали настоящую причину смерти. 19 февраля 1977 года тело убитого тайно перевезли в гробу в родную деревню Муквини в округе Китгум и похоронили на кладбище Вии Гвенг. По словам сына архиепископа Бена Окелло Лувума, на похоронах присутствовали только военные и двое родственников — их старшая сестра Эмима Лаканг и дядя. Поминальная служба, в которой приняли участие 4500 человек, состоялась 20 февраля в соборе Святого Павла в Намирембе в Кампале. Ещё одна мемориальная церемония, на которой присутствовало 10 000 человек, прошла в Найроби. Как и епископ Фесто Кивенгере с супругой, оставшаяся в живых жена Лувума Мэри Лавиньо с детьми также бежала в Руанду (а в итоге в Кисуму в Кении, где их разместил епископ Генри Окулло).

## Наследие
У Джанани Лувума остались вдова Мэри Лавиньо Лувум и девятеро детей. Семья вернулась в Уганду вскоре после свержения Амина в 1979 году. Архиепископ Лувум признан мучеником Англиканской церковью, а его статуя помещена среди прочих мучеников XX века на фасаде Вестминстерского аббатства в Лондоне.
Его память отмечается в литургических календарях Англиканской церкви Австралии, Англиканской церкви Канады, Шотландской епископальной церкви и Церкви Уэльса 3 июня. Его память также отмечена в литургических календарях Англиканской церкви в Аотеароа, Новой Зеландии и Полинезии, Епископальной англиканской церкви Бразилии, Церкви Англии и Епископальной церкви Соединенных Штатов 17 февраля.
День архиепископа Джанани Лувума — государственный праздник в Уганде, отмечаемый ежегодно 16 февраля. Праздник посвящен жизни и служению Джанани Лувума, бывшего архиепископа англиканской церкви Уганды, которого считают убитым по приказу тогдашнего дикатора Иди Амина.
Среди его знаменитых цитируемых высказываний: «Пока есть возможность, я проповедую Евангелие изо всех сил. Моя совесть чиста перед Богом, что я не встал на сторону нынешнего правительства, которое является совершенно эгоистичным. Мне много раз угрожали. Всякий раз, когда у меня была возможность, я говорил президенту о вещах, которые церковь не одобряет. Бог мне свидетель».